# USS Paul Hamilton (DD-307)
USS Paul Hamilton (DD-307) là một tàu khu trục lớp Clemson được Hải quân Hoa Kỳ chế tạo vào cuối Chiến tranh Thế giới thứ nhất. Nó là chiếc tàu chiến đầu tiên của Hải quân Hoa Kỳ được đặt theo tên Bộ trưởng Hải quân Paul Hamilton (1762-1819). Paul Hamilton ngừng hoạt động năm 1930 và bị tháo dỡ năm 1931 nhằm tuân thủ quy định hạn chế vũ trang của Hiệp ước Hải quân London.

## Thiết kế và chế tạo
Paul Hamilton được đặt lườn vào ngày 25 tháng 9 năm 1918 tại xưởng tàu Union Iron Works của hãng Bethlehem Shipbuilding Corporation ở San Francisco, California. Nó được hạ thủy vào ngày 21 tháng 2 năm 1919, được đỡ đầu bởi cô Justin McGrath; và được đưa ra hoạt động vào ngày 24 tháng 9 năm 1920 dưới quyền chỉ huy của Hạm trưởng, Thiếu tá Hải quân J. F. McClain.

## Lịch sử hoạt động
Sau khi hoàn tất việc chạy thử máy tại vùng biển California, Paul Hamilton được phân về Đội khu trục 33 thuộc Hải đội 6, Chi hạm đội 2 của Lực lượng Khu trục Hạm đội Thái Bình Dương, đặt căn cứ tại San Diego, California. Nó hoạt động cùng Hạm đội Chiến trận Thái Bình Dương từ năm 1920 đến đầu năm 1930.
Paul Hamilton được cho xuất biên chế vào ngày 20 tháng 1 năm 1930 và bị tháo dỡ vào năm 1931 nhằm tuân thủ các điều khoản hạn chế vũ trang của Hiệp ước Hải quân London.